# Waldemar Hładki
Waldemar Hładki (ur. 2 listopada 1957 w Rzeszowie) – polski lekarz, poeta, profesor Uniwersytetu Andrzeja Frycza Modrzewskiego w Krakowie.

## Życiorys
Urodził się 2 listopada 1957 r. w Rzeszowie w rodzinie inteligenckiej. Ukończył IV Liceum Ogólnokształcące im. Mikołaja Kopernika w Rzeszowie. W latach 1976–1982 studiował na Wydziale Lekarskim Akademii Medycznej w Krakowie. W latach 1979–1981 brał czynny udział w działalności studenckiego klubu „Bakcyl” Akademii Medycznej w Krakowie. Prowadził studenckie giełdy piosenki i wieczory piosenki studenckiej. Także śpiewał i akompaniował na gitarze. Organizował występy zespołów muzycznych w klubie (m.in. zespół Maanam i zespół Pod Budą).

### Działalność naukowa
Dyplom lekarza medycyny uzyskał 7 czerwca 1982 r. na Wydziale Lekarskim Akademii Medycznej w Krakowie i rozpoczął pracę jako asystent w III Katedrze i Klinice Chirurgii Ogólnej w tej uczelni. Z Wydziałem Lekarskim Collegium Medicum Uniwersytetu Jagiellońskiego był związany zawodowo do roku 2017. Stopień doktora nauk medycznych uzyskał w 1993 roku, a stopień naukowy doktora habilitowanego w 2005 roku. Tytuł naukowy profesora otrzymał w 2012 roku. Jest autorem ponad trzystu czterdziestu publikacji naukowych i autorem czterech podręczników medycznych. Jest specjalistą chirurgii ogólnej (1989), specjalistą ortopedii i traumatologii narządu ruchu (1993) i specjalistą medycyny ratunkowej (2004). Odbył szkolenia zawodowe w Szwajcarii (1994) i Belgii (1998). Od roku 2002 do roku 2012 pracował w II Katedrze Chirurgii Ogólnej i Klinice Medycyny Ratunkowej i Obrażeń Wielonarządowych, jednocześnie będąc w latach 2004–2007 ordynatorem Oddziału Medycyny Ratunkowej Szpitala Uniwersyteckiego w Krakowie. W latach 2003–2008 pełnił funkcję prezesa Oddziału Małopolskiego Polskiego Towarzystwa Medycyny Ratunkowej. W latach 2007–2024 członek Komitetu Wykonawczego Polskiej Rady Resuscytacji. Od roku 2012 do 2017 roku zatrudniony w Zakładzie Medycyny Katastrof i Pomocy Doraźnej Katedry Anestezjologii i Intensywnej Terapii CM UJ. Redaktor naczelny czasopisma „Ostry Dyżur” w latach 2008–2018. Obecnie jest profesorem zwyczajnym na wydziale Lekarskim i Nauk o Zdrowiu Uniwersytetu Frycza Modrzewskiego (wcześniej Akademii Krakowskiej im. Frycza Modrzewskiego) w Krakowie oraz profesorem zwyczajnym w Instytucie Medycznym Akademii Nauk Stosowanych w Nowym Targu (do października 2023 r. Podhalańskiej Państwowej Uczelni Zawodowej w Nowym Targu). Był członkiem prestiżowych towarzystw naukowych, między innymi: International Society of Surgery, International Association for the Surgery of Trauma and Surgical Intensive Care, La Societe Internationale de Chirurgie Orthopedique et de Traumatologie, European Society for Emergency Medicine. Członek rad naukowych i recenzent czasopism, m.in. Journal of Orthopaedics Trauma Surgery and Related Research, Journal of Anesthesiology and Clinical Science, Journal of Rehabilitation Research and Development. Współorganizował system ratownictwa medycznego na terenie Małopolski.

### Działalność literacka
Zadebiutował poetycko wierszem „Zapach Wiosny” opublikowanym w Gazecie Lekarskiej w 1992 r. Jest członkiem Unii Polskich Pisarzy Lekarzy (UPPL) od 1991 roku, a od 2000 roku należy do Światowej Unii Pisarzy Lekarzy. W latach 1999–2003 był członkiem Zarządu Głównego Unii. Od 2015 roku pełni funkcję Prezesa UPPL. W 2016 roku założył stronę internetowa Unii Polskich Pisarzy Lekarzy – uppl.pl, którą prowadzi do chwili obecnej. Od 2017 roku pełni także funkcję kustosza Biblioteki UPPL, którą założył i zorganizował. Członek Oddziału Warszawskiego Związku Literatów Polskich. Od czerwca 2023 r. wiceprezes Zarządu Głównego Związku Literatów Polskich i członek Rady Fundacji Domu Literatury i Domów Pracy Twórczej.
Jego wiersze były nagradzane głównymi nagrodami na ogólnopolskich konkursach poetyckich. Laureat medalu im. Macieja Józefa Brodowicza – barda „Wesołej” i medalu im. Aleksandra Kremera przyznanymi za działalność poetycką i kulturalną na rzecz środowiska zawodów medycznych oraz medalu im. Stanisława Grochmala. Od 2014 roku członek Krakowskiego Stowarzyszenia Siwobrodych Poetów. W ramach literacko-artystycznej współpracy od 2017 roku jest członkiem Klubu Literacko–Artystycznego Teatru Poezji Stygmator. Ponadto członek grupy literackiej „Wolny Eter” i Gdańskiego Klubu Poetów. Jego wiersze były wielokrotnie publikowane w Biuletynie Lekarskim – „Gazecie Galicyjskiej” i czasopiśmie „Obrazy”. Publikował swoje wiersze w „Gazecie Lekarskiej”. Jego wiersze publikowano w miesięczniku Gazecie Kulturalnej – Poezja Proza Krytyka Historia Sztuka Muzyka: rok XXII, nr 9(253) – wrzesień 2017, rok XXVI nr 7(299) – lipiec 2021, w Miesięczniku Literackim Akant: rok XX nr 8(255) – sierpień 2017, rok XXIV nr 4(272) – kwiecień 2019 oraz w Literacie Krakowskim nr 12/2019 r. Utwory poetyckie i recenzje ukazały się także na portalach: Współczesna Poezja Polska i pisarze.pl (nr 467/20, nr 484/21), w czasopiśmie Nowy Napis oraz w Kwartalniku Literacko-Kulturalnym LiryDram (nr 37/23). Jest członkiem Kapituły medalu im. Kazimierza Lewandowskiego, członkiem Kapituły medalu im. Jana z Ludziska i członkiem Kapituły medalu im. Szymona Szymonowica. Jego wiersze są także dostępne w internecie – tłumaczone na język francuski i angielski, prezentowane były również w Szwajcarii, a także w Portugalii na Kongresie Światowej Unii Pisarzy Lekarzy w 2012 roku. Brał udział w licznych wieczorach poetyckich (także w audycjach radiowych) prezentując swoje wiersze osobiście. W latach 2015–2019 współtworzył, współorganizował, prowadził koncerty i występował w krakowskiej piwnicy artystycznej hotelu „Pod Różą”. Od 2016 roku jest współorganizatorem Międzynarodowej Warszawskiej Jesieni Poezji. Jest twórcą i prowadzącym salonik literacko–muzyczny „Cztery Pory Roku“ przy Okręgowej Izbie Lekarskiej w Krakowie. Organizator klubu lekarza „Piwnica u Medyków” „Konsylium” przy Okręgowej Izbie Lekarskiej w Krakowie (2019–2020). Fundator pamiątkowej tablicy poświęconej Tadeuszowi Boy-Żeleńskiemu umieszczonej na ścianie kamienicy nr 11 A przy ul. Krupniczej w Krakowie, kamiennego obelisku i tablicy pamiątkowej na stulecie ZLP i w hołdzie Stefanowi Żeromskiemu, a także ławeczki literackiej UPPL w Ciekotach w Centrum Edukacji i Kultury „Szklany Dom”. Ufundował także pamiątkowe tablice informacyjne umieszczone w dawnej siedzibie Klubu Literatów w kamienicy nr 22 przy ul. Krupniczej w Krakowie. Fotografuje, filmuje, śpiewa piosenkę literacką akompaniując sobie na gitarze. Ma w swoim dorobku artystycznym wiele koncertów z piosenką literacką w tle. Tworzy projekty impulsjonistyczne (poezja, obraz, muzyka). Jest członkiem jury ogólnopolskich konkursów poetyckich: „Przychodzi wena do lekarza” i „Puls słowa”.
Zainteresowania i pasje to podróże, historia literatury i sztuki, muzyka, malarstwo, architektura, etnografia, przyroda. Odwiedził 65 krajów świata. Należy do National Geographic Society. Refleksje i przeżycia ze swoich podróży, tych dalekich i bliskich w głąb siebie, zapisuje słowem na papierze.

## Twórczość

### Autor książek poetyckich
- Waldemar Hładki, Sprzedawca Mandarynek, Kraków: AZ Kraków, 1996, ISBN 83-87046-03-5. Brak numerów stron w książce
- Waldemar Hładki, Opowiem Ci: wiersze, Kraków; Nowy Sącz: Unia Polskich Pisarzy Lekarzy; Drukarnia Goldruk Wojciech Kolachowski, 2010, ISBN 978-83-60900-13-0, OCLC 751138287 [dostęp 2022-07-17] (pol.). Brak numerów stron w książce
- Waldemar Hładki, W podróży, Kraków: Wydawnictwo Miniatura, 2014, OCLC 894985640 [dostęp 2022-07-17] (pol.). Brak numerów stron w książce
- Waldemar Hładki, Motyl z Nagasaki: wiersze, Kraków: Unia Polskich Pisarzy Lekarzy, 2017, ISBN 978-83-942437-3-9, OCLC 1088989313 [dostęp 2022-07-17] (pol.). Brak numerów stron w książce
- Waldemar Hładki, Rzeczywistość niedokładna, Kraków: Unia Polskich Pisarzy Lekarzy, 2021, ISBN 978-83-955228-5-7, OCLC 1253101081 [dostęp 2022-07-17] (pol.). Brak numerów stron w książce

### Współautor
- V Almanach Spektrum, Łódź: Oficyna Wydawnicza Varia, 1992, ISBN 83-900914-5-3. Brak numerów stron w książce
- Bożena Klejny (red.), Spektrum: almanach Unii Polskich Pisarzy Lekarzy. VII, Łódź: UPPL, 1995, ISBN 978-83-85887-69-0, OCLC 830519162 [dostęp 2022-08-19] (pol.). Brak numerów stron w książce
- Barbara Szeffer-Marcinkowska (red.), Pokłosie czyli Utwory nadesłane na Konkurs Literacki wiosną 1999 roku, Łódź: Unia Polskich Pisarzy Lekarzy, 1999, ISBN 978-83-85887-45-4, OCLC 830282504 [dostęp 2022-08-19] (pol.). Brak numerów stron w książce
- Zbigniew Kostrzewa, Jolanta Zaręba-Wronkowska (red.), Słowo po słowie = Mot aprés mot, Łódź: Unia Polskich Pisarzy Lekarzy, 2000, ISBN 978-83-85887-95-9, OCLC 751490402 [dostęp 2022-08-19]. Brak numerów stron w książce
- Sylwester Milczarek (red.), Spektrum: almanach Unii Polskich Pisarzy Lekarzy. XIII, Bydgoszcz: Bydgoski Dom Wydawniczy "Margrafsen", 2006, ISBN 978-83-89734-98-3, OCLC 831171363 [dostęp 2022-08-19] (pol.). Brak numerów stron w książce
- Zbigniew Irzyk, Maria Żywicka-Luckner (red.), Listy ze świata: antologia nagrodzonych w III Ogólnopolskim Konkursie Poetycko-Prozatorskim dla lekarzy i lekarzy dentystów Puls Słowa, Warszawa: Okręgowa Izba Lekarska, 2012, ISBN 978-83-900761-0-2, OCLC 1036564985 [dostęp 2022-08-19] (pol.). Brak numerów stron w książce
- Zbiór utworów nadesłanych na 56 Kongres Światowej Unii Pisarzy Lekarzy w Lizbonie, Lizbona: Portugalskie Towarzystwo Lekarzy Pisarzy i Artystów, 2012. Brak numerów stron w książce
- Ryszard Żaba (red.), Spektrum: almanach Unii Polskich Pisarzy Lekarzy. XV, Krakoów: Wydawnictwo Miniatura, 2013, ISBN 978-83-7606-486-4, OCLC 890418709 [dostęp 2022-08-19] (pol.). Brak numerów stron w książce
- Maria Żywicka-Luckner (red.), Ciemność i światło: antologia nagrodzonych w IV Ogólnopolskim Konkurie Poetycko-Prozatorskim dla lekarzy i lekarzy dentystów PULS SŁOWA, Warszawa: Okręgowa Izba Lekarska, 2013, OCLC 890421023 [dostęp 2022-08-19] (pol.). Brak numerów stron w książce
- Antologia poezji o ulicy Kopernika w Krakowie, Kraków: Stowarzyszenie Absolwentów Wydziałów Medycznych UJ, 2013. Brak numerów stron w książce
- Odnaleźć Milczenie, antologia nagrodzonych: V Ogólnopolski Konkurs Poetycko-Prozatorski, Warszawa: Puls Słowa, 2014, ISBN 978-83-940620-0-2. Brak numerów stron w książce
- Maciej Andrzej Zarębski (red.), Pisarze spod znaku Eskulapa: pro memoria, Łódź–Zagnańsk: Unia Polskich Pisarzy Lekarzy, Świętokrzyskie Towarzystwo Regionalne, 2015, ISBN 978-83-64439-06-3, OCLC 911234603 [dostęp 2022-08-19] (pol.). Brak numerów stron w książce
- Zdzisław Gajda (red.), Spektrum: almanach Unii Polskich Pisarzy Lekarzy 2014. XVI, Kraków: Unia Polskich Pisarzy Lekarzy, 2015, ISBN 978-83-942437-0-8, OCLC 924671146 [dostęp 2022-08-19] (pol.). Brak numerów stron w książce
- Aldona Borowicz i inni red., I to jest nasze życie...: Antologia 44. Warszawskiej Jesieni Poezji, Warszawa: Związek Literatów Polskich, 2015, ISBN 978-83-942741-0-8, OCLC 947757773 [dostęp 2022-08-19] (pol.). Brak numerów stron w książce
- Danuta Maria Sułkowska, Janusz Trzebiatowski (red.), Krakowska Noc Poetów: Almanach XLIV, Kraków: Krakowski Oddział Związku Literatów Polskich, 2016, ISBN 978-83-941661-7-5, OCLC 956576478 [dostęp 2022-08-19] (pol.). Brak numerów stron w książce
- Jerzy Jankowski i inni red., Za trawą... wszechświat: antologia 45. Warszawskiej Jesieni Poezji, Warszawa: Związek Literatów Polskich, 2016, ISBN 978-83-942741-3-9, OCLC 1030560826 [dostęp 2022-08-19] (pol.). Brak numerów stron w książce
- Maria Żywicka-Luckner, Waldemar Hładki (red.), Spektrum: almanach 50 lat Unii Polskich Pisarzy Lekarzy. XVII, Kraków: Unia Polskich Pisarzy Lekarzy, 2017, ISBN 978-83-942437-2-2, OCLC 1036669340 [dostęp 2022-08-19] (pol.). Brak numerów stron w książce
- Danuta Maria Sułkowska, Barbara Krężołek-Paluch (red.), Krakowska Noc Poetów: almanach XLV, Kraków: Krakowski Oddział Związku Literatów Polskich, 2017, ISBN 978-83-946754-2-4, OCLC 1002997933 [dostęp 2022-08-19] (pol.). Brak numerów stron w książce
- Almanach rytwiański pisarzy lekarzy : materiały Sympozjum Unii Polskich Pisarzy Lekarzy, Rytwiany 16-18 września 2016 r. : referaty sesji – Historia i kultura nie tylko ziemi świętokrzyskiej, utwory literackie uczestników sympozjum, relacja z sympozjum, 2017, ISBN 978-83-64439-29-2, OCLC 1008955645 [dostęp 2022-08-19] (pol.). Brak numerów stron w książce
- Bogumiła Wrocławska (red.), Antologia poetów polskich 2017, Warszawa: Wydawnictwo Pisarze.pl, 2017, ISBN 978-83-63143-62-6, OCLC 1022808954 [dostęp 2022-08-19] (pol.). Brak numerów stron w książce
- Waldemar Hładki, Janusz Czarnecki, Anna Pituch-Noworolska (red.), Toruńskie spotkanie ze słowem: almanach, Toruń: Kujawsko-Pomorska Okręgowa Izba Lekarska; Unia Polskich Pisarzy Lekarzy, 2019, OCLC 1150593334 [dostęp 2022-07-17] (pol.). Brak numerów stron w książce
- Danuta Maria Sułkowska, Andrzej Walter (red.), Krakowska Noc Poetów: almanach XLVII, Kraków: Krakowski Oddział Związku Literatów Polskich, 2019, ISBN 978-83-946754-8-6, OCLC 1111751675 [dostęp 2022-08-19] (pol.). Brak numerów stron w książce
- Jerzy Jankowski i inni red., Czeladnicy u Kochanowskiego... : antologia 48. Warszawskiej Jesieni Poezji, wyd. I, Warszawa: Związek Literatów Polskich, 2019, ISBN 978-83-942741-6-0, OCLC 1150611610 [dostęp 2022-08-19] (pol.). Brak numerów stron w książce
- Danuta Maria Sułkowska, Anna Pituch-Noworolska (red.), Krakowska Noc Poetów: almanach XLVIII, Kraków: Krakowski Oddział Związku Literatów Polskich, 2020, ISBN 978-83-955962-0-9, OCLC 1225227290 [dostęp 2022-08-19] (pol.). Brak numerów stron w książce
- Maria Żywicka-Luckner, Waldemar Hładki (red.), Almanach Unii Polskich Pisarzy Lekarzy, Kraków: Unia Polskich Pisarzy Lekarzy, 2020, ISBN 978-83-955228-2-6, OCLC 1241588581 [dostęp 2022-08-19] (pol.). Brak numerów stron w książce
- Jerzy Jankowski, Zbigniew Milewski, Maria Żywicka-Luckner (red.), Przeszłość – to jest dziś, tylko cokolwiek dalej: żywa tradycja i współczesność : antologia 49. Warszawskiej Jesieni Poezji, wyd. I, Warszawa: Instytut Literatury, 2020, ISBN 978-83-942741-7-7, OCLC 1236058640 [dostęp 2022-08-19] (pol.). Brak numerów stron w książce
- Zbigniew Jabłoński, Waldemar Hładki, Anna Pituch-Noworolska (red.), Gdyńskie spotkanie ze słowem : almanach : Jesienne Sympozjum UPPL w Gdyni 02-04.10.2020, Kraków–Gdynia: Unia Polskich Pisarzy Lekarzy, Okręgowa Izba Lekarska w Gdańsku, 2021, ISBN 978-83-955228-4-0, OCLC 1246350122 [dostęp 2022-08-19] (pol.). Brak numerów stron w książce
- Danuta Maria Sułkowska, Anna Pituch-Noworolska (red.), Krakowska Noc Poetów: almanach XLIX, Kraków: Krakowski Oddział Związku Literatów Polskich, 2021, ISBN 978-83-955962-2-3, OCLC 1263016541 [dostęp 2022-08-19]. Brak numerów stron w książce
- Krakowska Noc Poetów, Almanach L, Kraków: Krakowski Oddział Związku Literatów Polskich, 2022, ISBN 978-83-955962-7-8. Brak numerów stron w książce
- Poeta pamięta. Warszawska jesień poezji. Antologia, Warszawa: Wydawnictwo i Drukarnia Diecezjalna, 2022, ISBN 978-83-942741-8-4. Brak numerów stron w książce
- Hładki, Żywicka-Luckner (red.), Śląskie spotkanie ze słowem, 55 lat Unii Polskich Pisarzy Lekarzy, Almanach, Katowice: Wydawnictwo i Drukarnia Diecezjalna, 2022, ISBN 978-83-955228-8-8, ISBN 83-955228-8-6, OCLC 1371136049 (pol.). Brak numerów stron w książce
- Sułkowska (red.), Krakowska Noc Poetów: almanach LI, Kraków: Krakowski Oddział Związku Literatów Polskich, 2023, ISBN 978-83-966065-0-1 (pol.). Brak numerów stron w książce
- Jankowski i inni, Jaka wielka jest Warszawa. Warszawska jesień poezji. Antologia, Warszawa: Związek Literatów Polskich, 2023, ISBN 978-83-942741-8-4, OCLC 1377792775 (pol.). Brak numerów stron w książce
- Jerzy Jankowski i inni, A tu wiatr na wielkiej trąbie : 52. antologia Warszawskiej Jesieni Poezji, Warszawa: Związek Literatów Polskich, 2024, ISBN 978-83-967568-2-4, ISBN 83-967568-2-1, OCLC 1460450893 [dostęp 2024-10-23] (pol.). Brak numerów stron w książce
- Danuta Maria Sułkowska, Andrzej Walter, Krakowska Noc Poetów : almanach 52, Kraków: Krakowski Oddział Związku Literatów Polskich, 2024, ISBN 978-83-966065-4-9, ISBN 83-966065-4-4, OCLC 1446120059 [dostęp 2024-10-23] (pol.). Brak numerów stron w książce
- Żywicka-Luckner, Hładki (red.), Spektrum: XIX Almanach Unii Polskich Pisarzy Lekarzy, Kraków: Unia Polskich Pisarzy Lekarzy, 2024, ISBN 978-83-967601-2-8 [dostęp 2024-10-23] (pol.). Brak numerów stron w książce
- Gabriela Szubstarska (red.), Aspekty 2024 Antologia, Gdański Klub Poetów, Pelplin: Wydawnictwo Tadeusz Serocki, 2024, ISBN 978-83-65913-40-1 [dostęp 2024-10-23] (pol.). Brak numerów stron w książce

## Nagrody i wyróżnienia
- Odznaka honorowa „Zasłużony dla Kultury Polskiej” (2017)[5]
- Odznaka honorowa „Zasłużony dla Związku Literatów Polskich” (2020)[5]
- Odznaczenie Meritus pro Medicis (2022)[6]
- Nagroda im. Jarosława Iwaszkiewicza – za promocję i upowszechnianie literatury współczesnej (2022)[7]
- Medal Gloria Medicinae (2024)[8]
- Brązowy Medal „Zasłużony Kulturze Gloria Artis” (2024)[9]